# Lampyris
Lampyris is een geslacht van kevers uit de  familie van de glimwormen (Lampyridae).

## Soorten
- Lampyris algerica Ancey, 1870
- Lampyris ambigena Jacquelin du Val, 1860
- Lampyris angustata (Motschulsky, 1854)
- Lampyris angustula Fairmaire, 1895
- Lampyris antennalis Geisthardt, 1981
- Lampyris berytensis Fairmaire, 1866
- Lampyris brutia Costa, 1882
- Lampyris caspica (Motschulsky, 1854)
- Lampyris cincta Motschulsky, 1854
- Lampyris costalis Motschulsky, 1854
- Lampyris depressiuscula Motschulsky, 1854
- Lampyris exilis E. Olivier, 1894
- Lampyris fuscata Geisthardt, 1987
- Lampyris germariensis Jacquelin du Val, 1860
- Lampyris gridelli Pic, 1935
- Lampyris hellenica Geisthardt, 1983
- Lampyris hummeli Pic, 1933
- Lampyris lareynii Jacquelin du Val, 1859
- Lampyris letourneuxi E. Olivier, 1884
- Lampyris limbata Motschulsky, 1854
- Lampyris lobata (Motschulsky, 1854)
- Lampyris membranacea (Motschulsky, 1854)
- Lampyris monticola Geisthardt, 2000
- Lampyris nervosa E. Olivier, 1883
- Lampyris noctiluca (Linnaeus, 1767) (Grote glimworm)
- Lampyris ohbai (Wittmer, 1994)
- Lampyris olivieriana Heyden, 1890
- Lampyris orciluca Heer, 1865
- Lampyris orientalis Faldermann, 1835
- Lampyris pallida Geisthardt, 1987
- Lampyris platyptera Fairmaire, 1887
- Lampyris pseudozenkeri Geisthardt, 1999
- Lampyris raymondi Mulsant & Rey, 1859
- Lampyris sardiniae Geisthardt, 1987
- Lampyris satoi Geisthardt, 2003
- Lampyris setosa Geisthardt, 1983
- Lampyris spinifer Pic, 1923
- Lampyris turkestanica Heyden, 1881
- Lampyris zenkeri Germar, 1817

### Synoniemen
- Lampyris ovalis (Hope,1831) => Luciola ovalis (Hope,1831) =>[1] Asymmetricata ovalis (Hope in Gray, 1831)
- Lampyris chinensis Linnaeus, 1767 => Luciola chinensis (Linnaeus, 1767) => Abscondita chinensis (Linnaeus, 1767)
- Lampyris vespertina Fabricius, 1801 => Luciola vespertina (Fabricius, 1801) => Abscondita chinensis (Linnaeus, 1767)
- Lampyris praeusta Eschscholtz, 1822 => Colophotia praeusta (Eschscholtz, 1822)